# Aeroporto internazionale Frank País
L'Aeroporto internazionale Frank País (in spagnolo: Aeropuerto Internacional Frank País) è un aeroporto che serve Holguín, una città nella provincia cubana di Holguín. Porta il nome del rivoluzionario cubano Frank Isaac País García. L'aeroporto fu costruito nel 1962 inizialmente solo per scopi militari prima dell'inizio delle operazioni aeree civili nel 1966. È costituito da un terminal nazionale e uno internazionale, costruito nel 1996 e ampliato nel 2007.

## Storia
La storia dell'aviazione di Holguín ha origine in una pista di fortuna costruita vicino alla collina della croce (in spagnolo: Loma de la Cruz) in città. Domingo Rosillo è atterrato su questa pista di atterraggio nel 1914, un anno dopo essere diventato il primo pilota a volare tra Key West e L'Avana. Il primo aeroporto ufficiale al servizio di Holguín fu inaugurato il 30 ottobre 1930. In questo giorno, l'aeroporto è servito da una delle numerose fermate della prima rotta aerea a Cuba, tra L'Avana e Santiago de Cuba.  L'aeroporto si trovava nel quartiere di Peralta e prende il nome dal generale Julio Grave de Peralta. Tuttavia, poiché c'era spesso una fitta nebbia all'aeroporto, chiuse qualche anno dopo; e le operazioni si sono spostate in un altro sito vicino alla posizione dell'aeroporto attuale.
Nel 1962 fu istituita una base aerea militare alla periferia della città. Il 10 novembre 1966 le operazioni aeree civili si spostarono in un'area all'interno della base, stabilendo così l'aeroporto di Frank País. Con la crescita del settore turistico a Guardalavaca nei primi anni '90, era necessario un nuovo terminal internazionale, che fu costruito nel 1996 dalla società di infrastrutture canadese Intelcan Technosystems. Nel 2007, la capacità del terminal è stata raddoppiata a 1.200 passeggeri all'ora attraverso un'espansione di 1.300 metri quadrati, che ha richiesto un anno per il completamento. Effettuato per ridurre la congestione nel terminal durante l'alta stagione, l'espansione includeva strutture doganali aggiuntive e una nuova sala VIP. L'inaugurazione delle strutture ampliate fu presieduta dal politico e poi futuro presidente di Cuba, Miguel Díaz-Canel.

## Infrastrutture

### Terminal
L'aeroporto di Frank País ha due terminal, uno che serve voli nazionali e l'altro i voli internazionali. Il terminal internazionale può gestire fino a 1.200 passeggeri all'ora e ha vari negozi duty-free, ristoranti e agenzie di noleggio auto e una sala VIP.

### Pista di atterraggio
L'aeroporto di Frank País ha una sola pista, 05/23, che ha dimensioni 3.238 per 45 metri ed è dotato di un sistema di atterraggio. Il grembiule di fronte al terminal passeggeri ha sei parcheggi.

## Base militare
Costruita durante la Guerra Fredda, la base aerea è una delle più importanti del paese e ospita grandi caserme e bunker per aerei da combattimento. La base si trova sul lato nord dell'aeroporto.